# Oasi de Siwa
|  | Per a altres significats, vegeu «Siwa». |

L'oasi de Siwa (àrab: واحة سيوة, wāḥat Sīwa; amazic: ⵉⵙⵉⵡⴰⵏ, Isiwan) és una ciutat a l'oest d'Egipte, localitzada prop d'un oasi homònim, part del Wahat, entre la depressió de Qattara i el mar de Sorra egipci, al desert de Líbia, aproximadament 50 km a l'est de la frontera amb Líbia, i a 560 km d'El Caire. Situació: altitud: -13 m. L'oasi fa uns 80 km de longitud i 20 km d'amplada, és una de les regions més aïllades d'Egipte, amb prop de 23.000 habitants, la majoria parlants d'una llengua amaziga pròpia, anomenada siwi o tasiwit. És l'enclavament amazigòfon més oriental del món, molt allunyat de les principals àrees lingüístiques amazigues, que es troben al Magrib. L'activitat principal n'és l'agricultura, on preval el cultiu de dàtils i olives.

## Nom
El nom en egipci antic de l'oasi era sḫt jꜣmw, que significa ‘terra de palmeres’. El topònim nadiu líbi es pot conservar a l'egipci t̠ꜣ(j) n d̠rw "tꜣj a la vora", on t̠ꜣ va transcriure el nom paleoberber local *Se o *Sa. Aquest nom va sobreviure a les obres de geògrafs musulmans com سنترية Santariyyah.
Siwah és el nom àrab de l'oasi anomenat Sali en berber. L'oasi també s'anomena Isiwan en berber modern.
L'etimologia de la paraula سيوة Siwah no està clara. Champollion el deriva de Coptic ⲥⲟⲟⲩϩ (soouh) – una corrupció de la paraula egípcia per "oasi", ⲟⲩⲁϩ (ouoh). L'evidència addicional de la font egípcia de El nom de Siwa és un altre topònim a l'oasi de Kharga que pot compartir la mateixa etimologia: S.t-wȝḥ, modern Deir el-Hagar). Basset l'enllaça amb un nom tribal berber swh testimoniat més a l'oest a principis del període islàmic, mentre Ilahiane, seguint a Chafik, l'enllaça amb la paraula berber shilha asiwan, un tipus d'ocell rapinyaire i, per tant, amb Amun-Ra, un dels quals símbols era el falcó. Alguns autors clàssics es van referir al lloc com "Amoni".

## Geografia
L'Oasis es troba en una profunda depressió que arriba a  -19 metres sota el nivell del mar. A l'oest, l'oasi d'al Jaghbub descansa en una depressió similar i a l'est, la gran depressió de Qattara també es troba sota el nivell del mar. La depressió és fèrtil a causa tant del pous artesians naturals com del reg. És el lloc d'unes 200 fonts naturals. Siwa es troba directament al costat de l'altiplà del desert de Líbia. La geologia es caracteritza per capes horitzontals de calcàries poroses alternades amb margues i argiles que es remunten al Miocè. L'altiplà de pedra calcària i els inselbergs resultants de l'erosió de l'oasi al llarg de les dunes creen relleus que el Siwis descriu com a muntanyes (adrar a Amazic). Dos grans llacs salats són alimentats per aigua de drenatge d'origen agrícola. L'oasi admet el cultiu de milers de palmeres datileres i oliveres. Siwa té un clima desèrtic temperat.

## Història

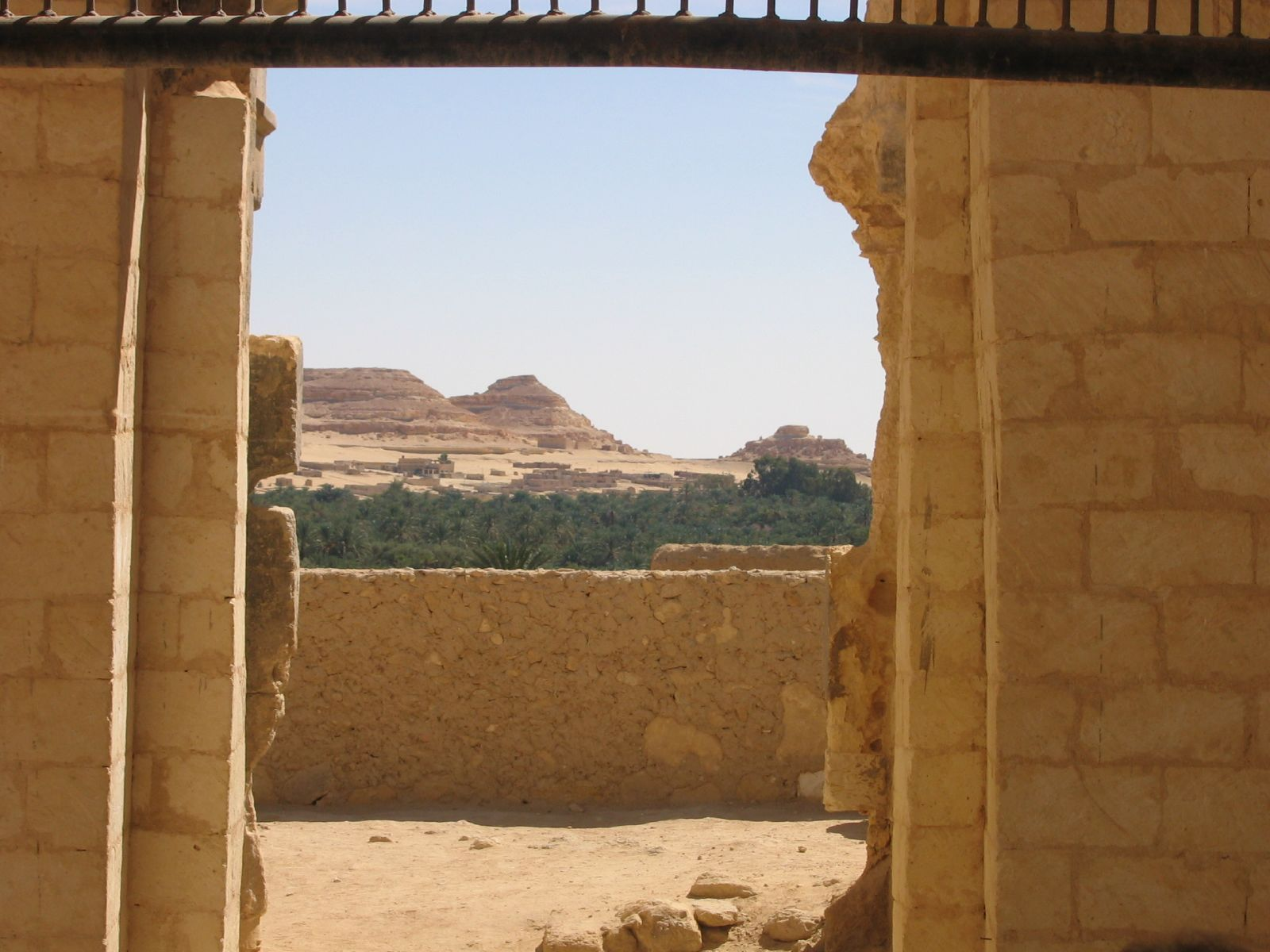
Oracle d'Ammon

Encara que se sap que a l'oasi de Siwa hi va haver assentaments en el mil·lenni X aC, les primeres proves de contactes amb l'antic Egipte són durant la dinastia XXVI d'Egipte, quan es va datar una necròpoli.
Els pobladors grecs de Cirene van establir contacte amb l'oasi al mateix temps que els egipcis (segle VII aC), i el temple de l'oracle d'Ammó (Zeus Ammon) ja era famós en l'època d'Heròdot. Heròdot sabia d'una "font del Sol" que corria més freda a la calor del migdia. Una llegenda, transmesa per aquest historiador, narra que el rei Cambises II de Pèrsia (524 aC) va enviar un exèrcit de 50.000 soldats per atacar la població de l'oasi, però va desaparèixer enmig de la sorra del desert. L'oracle d'Ammó va confirmar a Alexandre el Gran que era un ésser diví i el legítim faraó d'Egipte durant una visita prèvia al començament de la seva campanya de conquesta a Pèrsia, l'any 331 aC.
Els romans van usar posteriorment l'oasi com un lloc per a allotjar els desterrats. Sota el seu govern, les profecies de l'oracle van caure en desprestigi. L'evidència sobre l'existència del cristianisme a Siwa és dubtosa i, encara que el 708 els habitants de l'oasi van resistir el setge d'un exèrcit musulmà, probablement no s'hi van convertir fins al segle xii. Un document de l'any 1203 esmenta set famílies vivint a l'oasi, amb només quaranta persones, però després la població va créixer fins a 600 habitants.
Al segle XII, Al-Idrisi l'esmenta com a habitada principalment per berbers, amb una minoria àrab; un segle abans Al-Bakri va declarar que només hi vivien berbers. L'historiador egipci Al-Maqrizi va viatjar a Siwa al segle XV i va descriure com la llengua que s'hi parla "és semblant a la llengua de la Zenata".
La primera visita d'un europeu, des de temps dels romans, va ser la de William George Browne, que va visitar el lloc el 1792 per contemplar l'antic temple de l'oracle. L'oasi va ser annexionat oficialment a Egipte per Muhàmmad Alí Paixà, el 1819, però el seu domini va ser relatiu, ja que hi va haver nombroses revoltes.
Siwa va ser annexada per Muhàmmad Alí Paixà el 1820, però el representant egipci a Siwa va ser assassinat el 1838. En algun moment, Muhàmmad ibn Alí as-Sanussí es va quedar a Siwa durant uns mesos i hi va reunir alguns seguidors. Més tard, Siwa va ser una base dels Sanusiyya en la seva lluita contra els britànics des de 1915 fins a 1917. Mentrestant, a la primavera de 1893, l'explorador i fotògraf alemany Hermann Burchardt va fer fotografies de l'arquitectura de la ciutat de Siwa, dipositades al Museu Etnològic de Berlín.
Siwa va ser el lloc d'algunes batalles durant la Primera i la Segona Guerra Mundial. El Long Range Desert Group de l'exèrcit britànic va tenir una base en aquest oasi, però les unitats de Rommel de l'Afrika Korps van prendre possessió d'aquest lloc en tres ocasions. Els soldats alemanys es varen banyar nus al llac de l'oracle, en contra dels costums locals que prohibeixen la nuesa pública. El 1942 , mentre la 136a divisió d'infanteria italiana "Giovani Fascisti" ocupava l'oasi, es va establir un petit govern de titelles egipci a l'exili a Siwa. L'oasi fa una breu aparició com a base del LRDG a la pel·lícula de guerra de 1958 Ice Cold in Alex.
Altres llocs històrics locals d'interès inclouen les restes del temple de l'oracle; el Gebel al Mawta (la muntanya dels morts), una necròpolis d'època romana amb desenes de tombes tallades a la roca; i "El bany de Cleòpatra", una antiga font natural. Les restes fragmentàries del temple de l'oracle, amb algunes inscripcions que daten del segle IV aC, es troben a les ruïnes d'Aghurmi. Les revelacions de l'oracle van caure en descrèdit sota l'ocupació romana d'Egipte.

### Llocs d'interès històric

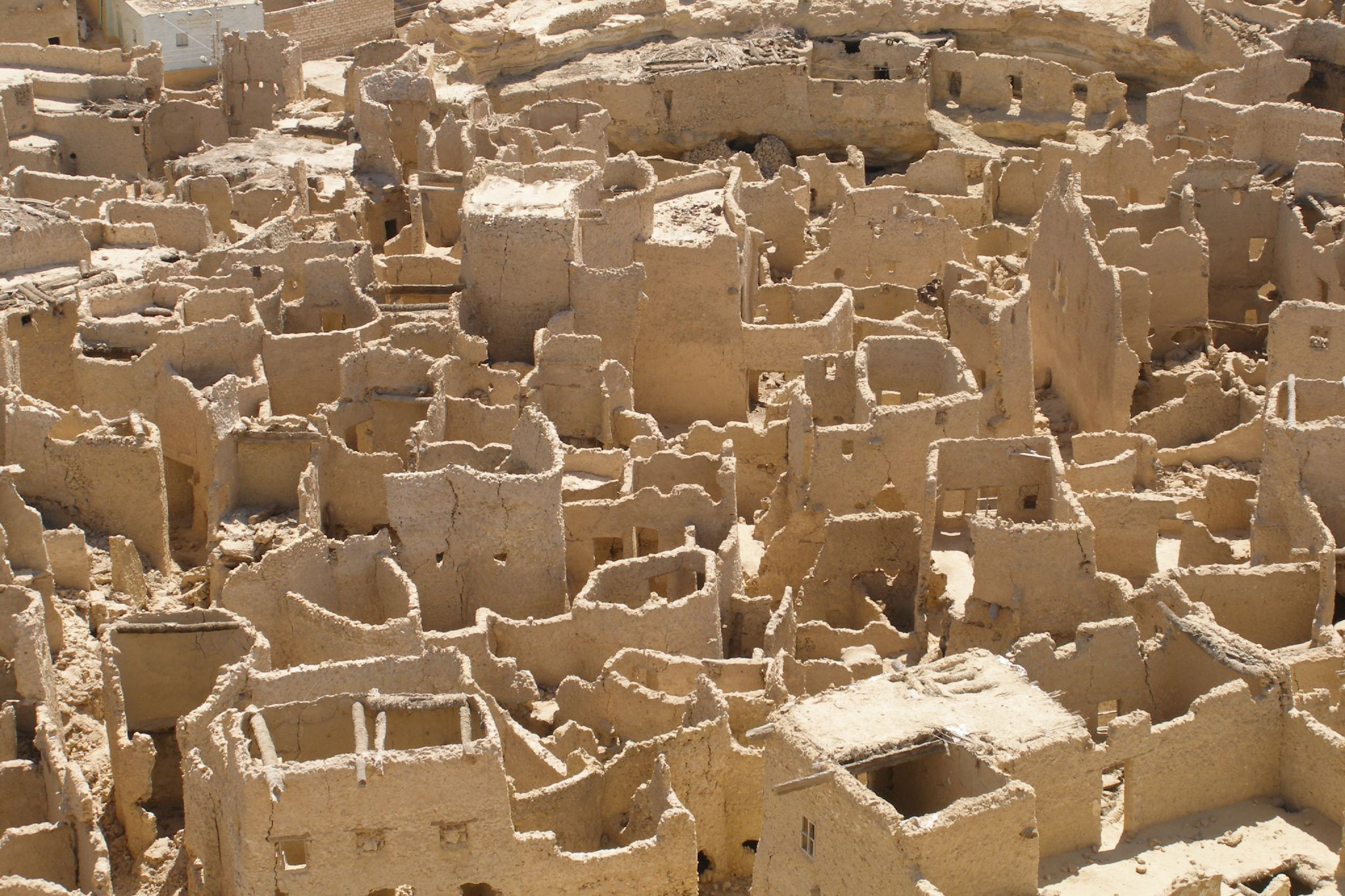
Ruïnes de la ciutadella de Shali

- Les ruïnes del temple de l'oracle, amb algunes inscripcions del segle iv aC, afrontant amb les ruïnes d'Aghurmi.
- Gebel al-Mawta ('la muntanya dels Morts'), una necròpoli de l'època romana que conté diverses tombes de pedra; i el Bany de Cleòpatra, unes termes naturals.
- L'antiga fortalesa medieval de Siwa, construïda al segle xiii amb kershef (maons de terra, sal i guix) i fusta de palma, coneguda com a Shali Ghali; encara que abandonada i devastada per les pluges torrencials del 1926, en destaca com a element prominent, elevant-se sobre un monticle, al costat de la ciutat moderna.
- L'illa Fatnas, actualment una península repleta de palmeres, localitzada a l'interior del llac (amb més contingut en sal que la mar Morta). Com que aquest va ser parcialment drenat en èpoques recents, a causa de la intensa activitat agrícola, l'illa Fatnas està ara envoltada de zones llotoses.

## Cultura i costums
Els habitants de Siwa són coneguts per les seves artesanies en argenteria ornamental, els acolorits vestits de casaments, i les ceràmiques i canastres fetes amb les seves emblemàtiques palmeres.
El Manuscrit de Siwa, custodiat per una de les principals famílies del lloc, recull els seus costums, alguns de tan singulars com els de matrimonis entre homes, comentats pel viatger alemany Steindorff. Els antics terratinents de Siwa es casaven amb els seus jornalers, anomenats sagal, i no recuperaven la seva llibertat fins a complir els quaranta anys; llavors podien casar-se amb dones. El rei Fuad, que va visitar el lloc el 1928, va prohibir els matrimonis homosexuals, encara que possiblement durant algunes dècades van continuar realitzant-se. Alguns exegetes musulmans citen aquest cas com a exemple d'una llarga tradició de tolerància cap a l'homosexualitat en les cultures islàmiques, malgrat la repressió existent en l'actualitat, per influència dels moviments integristes i islamistes de nou encuny:

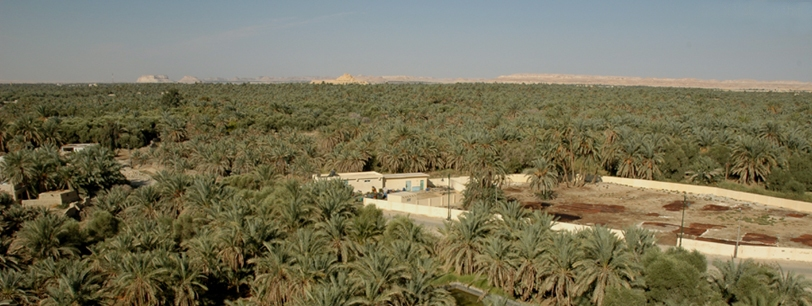
Oasi de Siwa

| « | Qui ens hagi seguit fins ara, no el sorprendrà descobrir l'existència de matrimonis entre homosexuals al món islàmic, fins i tot ben entrat el segle xx. […] En concret, la celebració de matrimonis entre homosexuals musulmans està documentada a l'oasi de Siwa, situat al desert de Líbia, en l'actualitat en territori egipci. És improbable que es tracti d'un cas aïllat. | » |

## Vestigis de l'ésser humà més antic del món
Una missió arqueològica del Consell Suprem d'Antiguitats d'Egipte va descobrir, l'agost de 2007, empremtes humanes fossilitzades que es daten en més d'un milió d'anys d'antiguitat. Zahi Hawass va informar que, per determinar la data, s'estan analitzant mostres de plantes fossilitzades del mateix estrat.

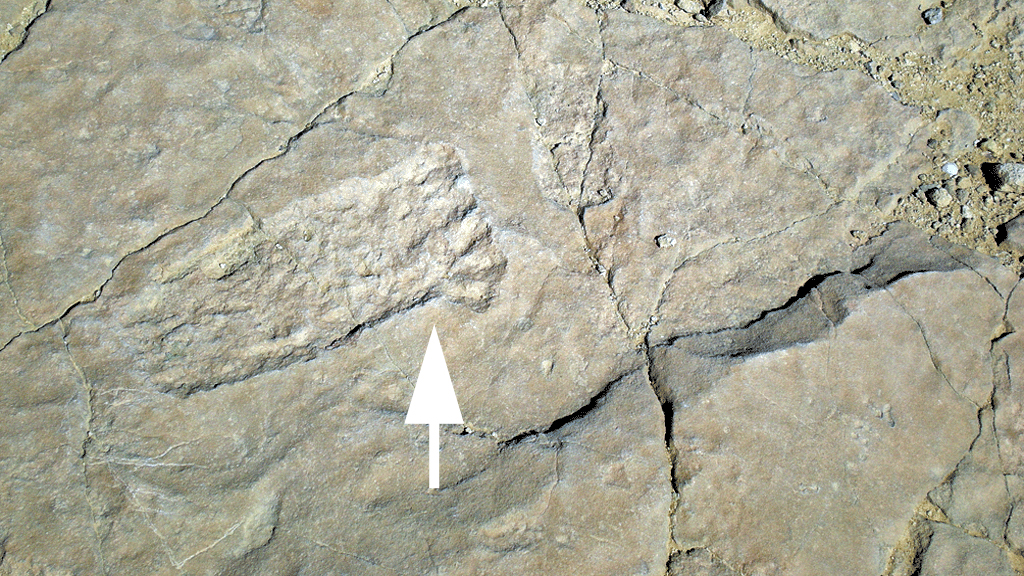
Empremta humana fossilitzada, trobada a Siwa, datada en més d'un milió d'anys d'antiguitat